# Thomas Winnington (Politiker, 1696)

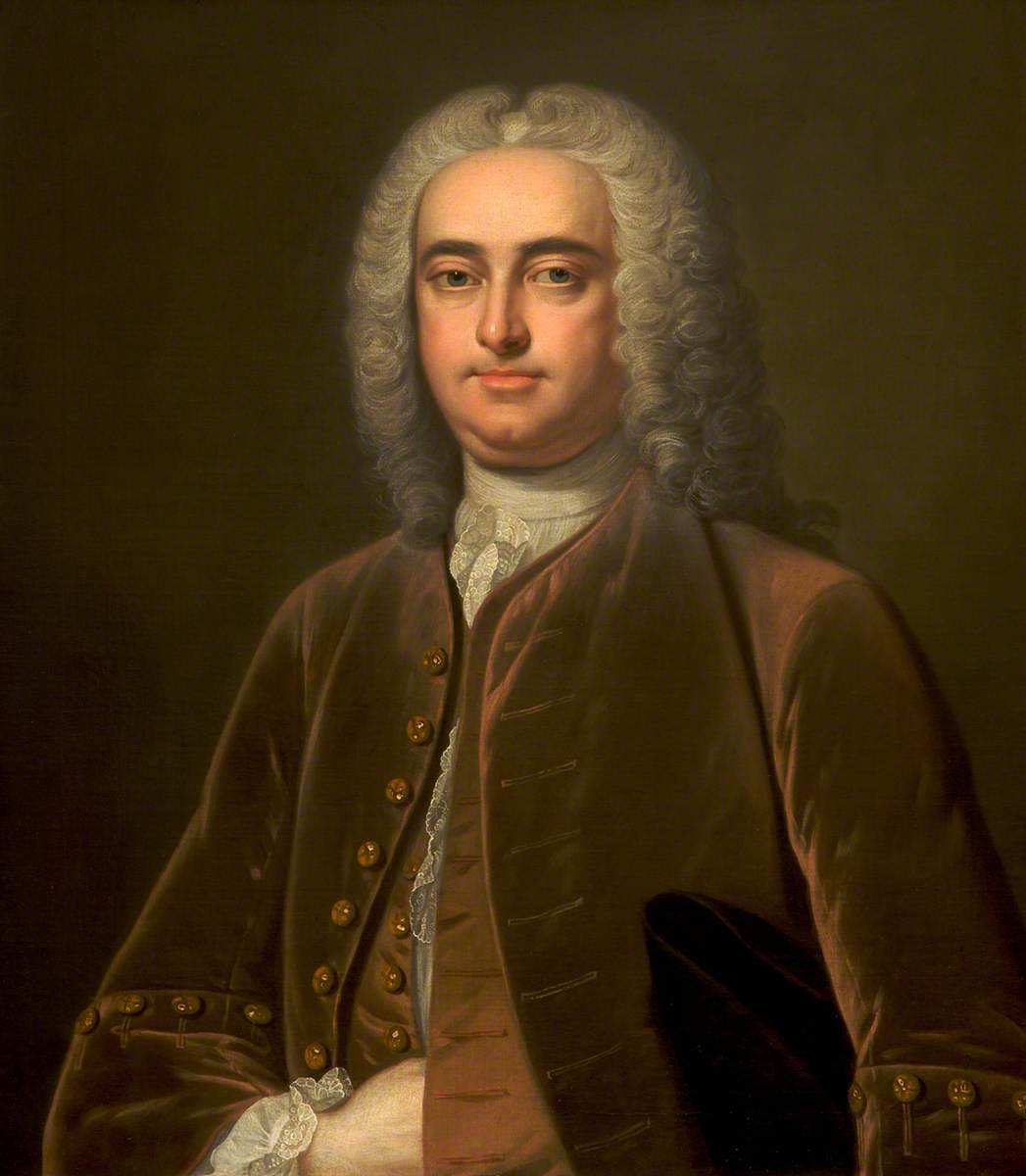
Thomas Winngton, 1740

Thomas Winnington (* 31. Dezember 1696; † 23. April 1746) war ein britischer Politiker.

## Leben
Thomas Winnington war der zweite, aber älteste überlebende Sohn des Unterhausabgeordneten Salwey Winnington (1666–1736), Gutsherr von Stanford Court in Worcestershire, aus dessen Ehe mit Anne Foley, einer Tochter des Unterhausabgeordneten Thomas Foley (um 1641–1701), Gutsherr von Witley Court in Worcestershire. Er besuchte die Westminster School und das College Christ Church der University of Oxford. 1714 wurde er in den Middle Temple aufgenommen. 1736 erbte er die Ländereien seines Vaters.
Nachdem sein Onkel Edward Jeffreys 1725 gestorben war, wurde Winnington 1726 als dessen Nachfolger für das Borough Droitwich ins House of Commons gewählt und hatte diesen Parlamentssitz bis 1741 inne. Von 1730 bis 1736 hatte er das Amt eines Lord of the Admiralty und von 1736 bis 1741 das eines Lord of the Treasury inne und 1741 wurde er Mitglied des Privy Council. Zu den Unterhauswahlen 1741 wechselte er in den Wahlkreis und war fortan bis zu seinem Tod Abgeordneter für das Borough Worcester. Von 1741 bis 1743 amtierte er als Cofferer of the Household sowie von 1743 bis zu seinem Tod als Paymaster General of the Forces.
Am 6. August 1719 heiratete er Love Reade († 25. Juni 1745), die Tochter von Sir James Reade, 2. Baronet (of Brocket). Das einzige aus dieser Ehe hervorgegangene Kind starb 1720 kurz nach der Geburt.